# Kayoa
Kayoa är en ö i Indonesien.   Den ligger i provinsen Maluku Utara, i den nordöstra delen av landet, 2 400 km öster om huvudstaden Jakarta. Arean är 73 kvadratkilometer.
Terrängen på Kayoa är lite kuperad. Öns högsta punkt är 407 meter över havet. Den sträcker sig 23,1 kilometer i nord-sydlig riktning, och 7,7 kilometer i öst-västlig riktning.